# Rámánudža
Rámánudža, též Rámánudžáčárja (1017–1137) byl indický hinduistický teolog a filozof.

## Názory
Systém Rámánudžův, vybudovaný na stejných základních tezích jako učení Šankarovo, se snažil poněkud zmírnit Šankarův spiritualismus. Proti Šankarově teorii „čistého monismu“ tvrdil Rámánudža, že svět není iluze, nýbrž že existuje reálně a je materiální, i když je stvořen Bohem bráhmanem.
Byl prvním indickým filozofem, který vytvořil systematickou teistickou interpretaci Véd. Založil jeden ze směrů védánty, tzv. višišta-advaita; jeho učení se také nazývá „podmíněný monismus“. Jeho jádrem je představa, že „bůh stvořil vesmír ze sebe sama, ale není s ním totožný“; dále tvrdil, že individuální duše ovládá materiální tělo, ale bůh vládne nad tělem i duší. Poměr boha a světa je analogický poměru duše a těla. Ovlivnil zejména sektu lingájatů.